# Rio Indals
Indalsälven (em sueco: Indalsälven; em português: Rio de Indal, pequena localidade perto da cidade de Sundsvall) é um rio da região central da Suécia. Nasce na Jämtland, perto da fronteira com a Noruega, atravessa a Medelpad, e deságua no Mar Báltico, a 20 km a nordeste da cidade de Sundsvall. No seu percurso, passa pelo Grande Lago (Storsjön), na região da cidade de Östersund. Tem uma extensão de 420 km e uma bacia hidrográfica de 26 720 km2.
Existem umas 26 centrais hidroelétricas no rio, o que o torna um dos maiores produtores de energia elétrica do país.